# Pawieł Batyriew
Pawieł Wasiljewicz Batyriew (ur. 1897, zm. 1967) – radziecki piłkarz, sędzia i trener piłkarski, żołnierz Wielkiej Wojny Ojczyźnianej. Zasłużony Mistrz Sportu ZSRR.

## Życiorys
Pochodził z guberni jarosławskiej.
Jako piłkarz, w latach 1915–1935, występował w drużynach z Petersburga, kolejno: KLS, Kołomiagi, Sport, Spartak, Dinamo. Siedmiokrotnie wygrywał mistrzostwo miasta.
Od 1936 trener oraz sędzia piłkarski.
Po faszystowsko-niemieckiej inwazji w czasie II wojny światowej zgłosił się na ochotnika do Armii Czerwonej. Brał udział w walkach pod Leningradem i Wołchowem.
Po wojnie pracował w Towarzystwie Sportowym Spartak.